# Giosia Acquaviva
Giosia Acquaviva († 22. August 1462 in Cellino Attanasio) war ein süditalienischer Adliger in der Zeit der Kämpfe um die Nachfolge der Königin Johanna II.; er war der 6. Graf von San Flaviano (1446–1461) und der 6. Herzog von Atri.

## Familie
Giosia Acquaviva war der dritte Sohn von Andrea Matteo I. Acquaviva († 1407), 2. Herzog von Atri, und Caterina Tomacelli, Tochter von Giovannello Tomacelli, Markgraf von Ancona, und Angela Gaetani; er war somit ein Großneffe des Papstes Bonifatius IX. (Pietro Tomacelli).
Er heiratete in erster Ehe eine Tochter von Ardizzone da Carrara, Graf von Ascoli, und Antonia Sforza (einer unehelichen Tochter von Muzio Attendolo Sforza), in zweiter Ehe eine Tochter von Jacopo Caldora, Herzog von Bari. In dritter Ehe heiratete er am 28. November 1428 Antonella Migliorati, Tochter von Ludovico Migliorati, Herr von Fermo, Graf von Manoppello, und Bellafiore da Carrara († 1462). Aus dieser Ehe stammen seine beiden Söhne:
- Giulio Antonio (X 7. Februar 1481 bei der Belagerung von Otranto), 1462 7. Herzog von Atri und 7. Graf von San Flaviano, 1464 1. Herzog von Teramo
- Gianantonio († ermordet 1503), in französischen Diensten

## Leben
1408 fand in Teramo das Massaker an der Familie Melatini statt, mit dem von der Familie Acquaviva der Tod von Giosias Vater gerächt wurde. 1414 – beim Tod des Königs Ladislaus – hatte er mehr als 100 Bewaffnete unter seinem Kommando. 1419 nahm er an der Krönung der Königin Johanna II. teil, für die er im Jahr darauf gegen den Prätendenten Ludwig von Anjou kämpfte, von dessen Leuten er in Aversa gefangen genommen wurde.
Nach dem Tod von Braccio da Montone (5. Juni 1424), besetzte er Teramo, wo man ihn zum Gouverneur der Stadt auf Lebenszeit wählte, woraufhin Königin Johanna ihm im Juli die Kontrolle der Stadt bestätigte, allerdings nicht auf Lebenszeit. Im Jahr beendete er die Streitigkeiten in Teramo zwischen den Familien der Melatini und der Antonelli, indem er die einen hinrichten ließ (Melatini) und den anderen die Aufsicht über die Stadt in seinem Namen anvertraute.
Ab 1426 versuchte er in den Besitz von Ascoli Piceno zu gelangen, anfangs mit Hilfe von Jacopo Caldora, seinem Schwiegervater, dem er zudem 1430 einige Burgen (Montesisto, Castiglione, Buccia und Casalitto) abkaufte. Nach dem Tod der Königin Johanna II. (2. Februar 1435) stellte er sich im ausbrechenden Nachfolgekrieg auf die Seite des Prätendenten Alfons von Aragón gegen René von Anjou und wurde mit diesem in der Seeschlacht von Ponza von den Genuesen gefangen genommen. Nachdem er das geforderte Lösegeld aufgebracht hatte, wurde er im Februar 1436 freigelassen. Es folgten weitere Kämpfe um Ascoli Piceno, Pescara und Teramo, bis er im August 1438 gezwungen wurde, einen Bündnisvertrag mit Alessandro Sforza zu schließen, den er aber bereits Mitte 1440 brach. Die nächsten Jahre verteidigte er die Abruzzen gegen die Sforza, auch noch als Alfons von Aragón im Februar 1443 nach dem Sieg über René von Anjou in Neapel einzog, so dass er nicht am neapolitanischen Generalparlament teilnehmen konnte, das Alfons kurz danach abhielt. Etwa zur gleichen Zeit (um 1443) wurde er durch den Tod seines Neffen Andrea Matteo II. Acquaviva der 6. Herzog von Atri, zudem Herr von Bellante, Troia, Roseto, Padula, Forcella, Canzano, Monte Pagano u. a.
1444 verbündete er sich mit Francesco Sforza und nahm in der Folge die Kämpfe um Teramo und Ascoli Piceno wieder auf, bis die Sforza ab August 1445 gezwungen waren, sich aus dem Königreich Neapel zurückzuziehen. Im Dezember kam es dann zur Versöhnung mit König Alfons. Dieser bestätigte ihm am 22. Juli 1446 den Besitz des Herzogtums und der Grafschaft San Flaviano mit Cellino, Bisento, Castagna, Penna, Aviano, Roseto, Forcella, Fanzano, Castelvecchio, Trasmondo, Notaresco, Montone, Tortoreto, Corropoli, Musano, Turano, San Omero, Ripacone, Vallato und Troia, allerdings nicht den Besitz von Teramo.
1456 wurde er in den Orden vom Goldenen Vlies gewählt, lehnt allerdings den Beitritt ab, nachdem König Alfons Einwände dagegen erhoben hatte (Hintergrund der Nominierung war die Kreuzzugsabsicht der Burgunder, für die sie die Unterstützung Neapels brauchten, die Alfons wiederum zu dieser Zeit nicht mehr gewähren wollte). 1458 verweigerte er nach dem Tod des Königs Alfons‘ unehelichem Sohn Ferdinand die Huldigung und schloss sich den neapolitanischen Adligen an, die Johann von Anjou unterstützten, der nach dem Tod Alfons‘ ins Land gekommen war. Er verlor in den folgenden Kämpfen nach und nach seine Burgen, wurde mehrfach zum Waffenstillstand gezwungen und starb schließlich am 22. August 1462 in Cellino an der Pest, während die Burg von seinen Feinden belagert wurde.